# Sœurs missionnaires servantes du Saint-Esprit
Les Sœurs missionnaires servantes du Saint-Esprit  (en latin : Congregatio Missionalis Servarum Spiritus Sancti) sont une congrégation religieuse féminine missionnaire de droit pontifical.

## Historique
Après la fondation de la société du Verbe Divin, Arnold Janssen (1837-1909) commence à sentir la nécessité d'avoir des religieuses pour soutenir le travail des missionnaires, il salue le travail des sœurs missionnaires comboniennes et en 1874 Janssen fait appel aux sœurs expulsées de l'Allemagne en raison du Kulturkampf pour travailler en terres de mission. 
En 1882, Janssen accueille au séminaire de Steyl les premières femmes qui souhaitent se consacrer aux missions, elles sont  employées dans le travail domestique jusqu'au 8 décembre 1889. Marie Hélène Stollenwerk et Josèphe Hendrina Stenmanns, les premières religieuses de l'institut, sont considérées comme confondatrices des missionnaires servantes de l'Esprit Saint. 
Les seize premières postulantes prononcent leurs vœux le 17 janvier 1892 et le 12 mars 1894 les douze premières novices deviennent religieuses. En 1917, la branche dédiée à la vie religieuse contemplative, les Sœurs servantes du Saint-Esprit de l'Adoration perpétuelle, deviennent autonome.
L'institut reçoit le décret de louange le 21 mars 1925 et est définitivement approuvé par le Saint-Siège le 8 décembre 1938.

## Activités et diffusion
Les Sœurs missionnaires servantes du Saint-Esprit coopèrent dans la propagation du catholicisme dans les missions en particulier dans celles confiées aux Verbistes.
Elles sont présentes en : 
- Europe : Autriche, Allemagne, Espagne, Hongrie, Irlande, Moldavie, Pays-Bas, Pologne, Portugal, Roumanie, Royaume-Uni, Russie, Slovaquie, Suisse, République tchèque, Ukraine.
- Afrique : Afrique du Sud, Angola, Bénin, Botswana, Éthiopie, Ghana, Mozambique, Togo, Zambie.
- Amérique : Antigua-et-Barbuda, Argentine, Bolivie, Brésil, Chili, Cuba, Équateur, États-Unis, Mexique, Paraguay, Saint-Kitts-et-Nevis.
- Asie : Corée du Sud, Inde, Indonésie, Japon, Philippines, Taïwan, Timor oriental.
- Océanie : Australie, Papouasie-Nouvelle-Guinée.

La maison généralice est à Rome. 
En 2017, la congrégation comptait 3072 sœurs dans 424 maisons. 